# Ilha Ganghwa

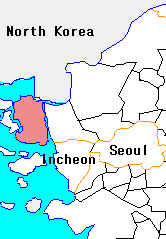
Localização da ilha Ganghwa

Ganghwa (Hangul: 강화도, Hanja: 江華島) é uma ilha no esteiro do rio Han na costa oeste da Coreia do Sul, unida à península coreana por várias pontes e separada pelo rio da cidade norte-coreana de Kaesong. A ilha tem uma área de 302,4 km² e nela vivem 65 500 pessoas. Administrativamente pertence ao município de Incheon. O ponto mais alto da ilha é o monte Mani-san, com 469 metros.